# Semapedia

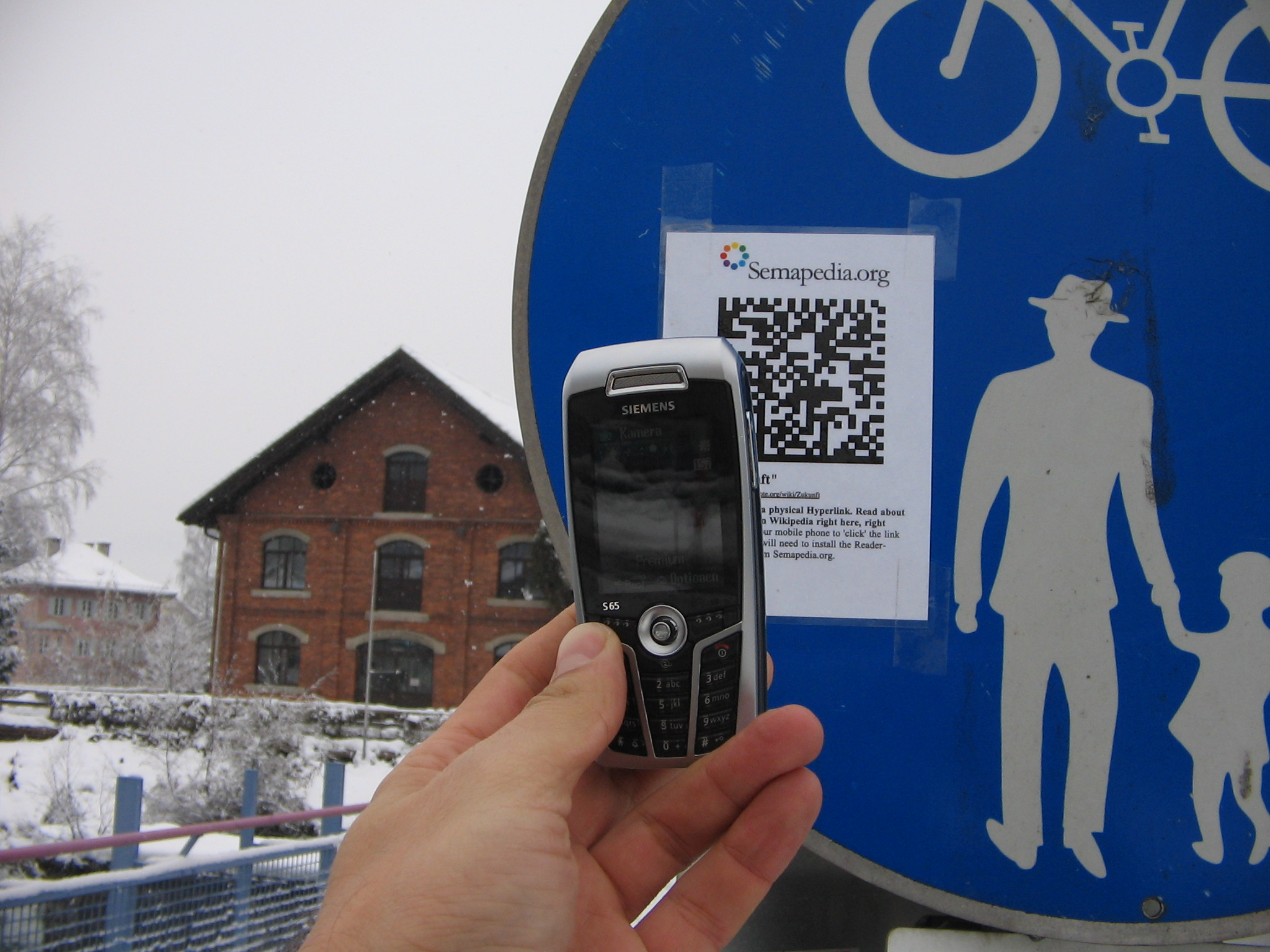
Esempio di codice a barre bidimensionale adesivo

Semapedia è stato un progetto pioniere sviluppato da Alexis Rondeau nella seconda metà degli anni 2000 il cui obiettivo era di collegare il mondo virtuale con quello fisico, linkando da uno specifico spazio fisico le informazioni disponibili su Wikipedia mediante l'utilizzo di codici a barre bidimensionali leggibili dagli smartphone dotati di apposita applicazione di lettura. In particolare, il collegamento tra articoli su internet e realtà fisica attraverso dispositivi mobili in un'ottica di convergenza era predisposto tramite i nodi Data Matrix. Semapedia era ospitata sui server dell'Università di Vienna grazie allo sponsor dell'operazione Sun. Con Semapedia si indica spesso sia il progetto che l'applicazione per smartphone in sé.
Con questo metodo sono stati per esempio creati dei codici QR specifici per i siti del Parco tecnologico e archeologico delle Colline Metallifere grossetane. In generale, sono stati generati circa 60 000 codici in tutto il mondo nel periodo di attività di Semapedia.
Il progetto Semapedia ha avuto una buona risonanza sui media: se ne sono occupati il Wall Street Journal, il New York Times e Der Spiegel. In Italia Punto Informatico tra gli altri.
Semapedia necessita l'installazione del lettore Semapedia sul dispositivo mobile e funziona su reti 3G, GPRS, HDSPA e Wireless.
Il progetto è attualmente offline, ma il processo di connessione tra mondo reale e virtuale, obiettivo del progetto, viene portato avanti da numerosi altri soggetti.